# Thái Nguyên
Thái Nguyên es una ciudad de Vietnam. Es la capital y la ciudad más grande de la provincia de Thái Nguyên. Está catalogada como ciudad de primera clase y es la novena ciudad más grande de Vietnam. Es famosa en todo Vietnam desde hace mucho tiempo por su té Tân Cương, una de las variedades vietnamitas de té más reconocidas. En 1959, se convirtió en la sede de la primera acería de Vietnam, y actualmente alberga un importante complejo universitario regional en expansión.

## Historia
La ciudad jugó un papel importante en las luchas de Vietnam por la independencia durante la era colonial francesa.
El levantamiento de Thái Nguyên de 1917 fue la rebelión anticolonial más grande y destructiva de la Indochina francesa entre la Pacificación de Tonkín en la década de 1880 y la Revuelta de Nghe-Tinh de 1930-1931. En agosto de 1917, los guardias vietnamitas se amotinaron en la penitenciaría de Thai Nguyen, la más grande de la región. Con la ayuda de los reclusos liberados —tanto delincuentes comunes como presos políticos— y las armas capturadas del arsenal provincial, los rebeldes lograron tomar el control de las oficinas del gobierno local. Luego establecieron un perímetro fortificado, ejecutaron a funcionarios coloniales franceses y colaboradores locales, y convocaron un levantamiento general. Aunque solo lograron mantener la ciudad durante cinco días, las fuerzas francesas no lograron pacificar la zona rural circundante hasta seis meses después, dejando numerosas bajas en ambos bandos.
Durante la primera guerra de Indochina, la provincia desempeñó un papel importante como zona segura (abreviada ATK en vietnamita para An Toan Khu, 安全区) para el Viet Minh. En 1956, la ciudad se convirtió en la sede de la región militar más septentrional, llamada Việt Bắc, hasta la reunificación en 1975.
Originalmente un pequeño municipio que incluía cuatro barrios residenciales, dos pueblos y seis comunas con una población combinada de aproximadamente 140 000 habitantes, Thái Nguyên se convirtió en ciudad el 19 de octubre de 1962. Antes de esa fecha, el área era parte de la comuna de Đồng Mô, distrito de Đồng Hỷ.

## Geografía
La ciudad de Thái Nguyên se encuentra a orillas del río Cầu. Su superficie es de aproximadamente 189.705 km² y su población era de 420 000 habitantes en 2018.